# Uredo glyceriae
Uredo glyceriae ist eine Ständerpilzart aus der Ordnung der Rostpilze (Pucciniales). Der Pilz ist ein Endoparasit des Süßgrases Glyceria maritima. Symptome des Befalls durch die Art sind Rostflecken und Pusteln auf den Blattoberflächen der Wirtspflanzen. Sie ist in Nordeuropa verbreitet. Da bislang nur ihre Nebenfruchtform bekannt ist, wird sie in die Formgattung Uredo eingeordnet.

## Merkmale

### Makroskopische Merkmale
Uredo glyceriae ist mit bloßem Auge nur anhand der auf der Oberfläche des Wirtes hervortretenden Sporenlager zu erkennen. Sie wachsen in Nestern, die als gelbliche bis braune Flecken und Pusteln auf den Blattoberflächen erscheinen.

### Mikroskopische Merkmale
Das Myzel von Uredo glyceriae wächst wie bei allen Uredo-Arten interzellulär und bildet Saugfäden, die in das Speichergewebe des Wirtes wachsen. Die Spermogonien und Aecien der Art sind nicht bekannt. Die oberseitig auf den Wirtsblättern wachsenden Uredien des Pilzes sind goldgelb und früh unbedeckt, sie besitzen Paraphysen. Ihre hyalinen bis gelblichen Uredosporen sind durchschnittlich 21–30 × 18–22 µm groß, meist annähernd kugelig bis breitellipsoid und glatt. Die Telien der Art sind unbekannt.

## Verbreitung
Das bekannte Verbreitungsgebiet von Uredo glyceriae umfasst Nordeuropa.

## Ökologie
Die Wirtspflanze von Uredo glyceriae ist Andel (Puccinellia maritima, Syn. Glyceria maritima). Sehr selten kam er früher auf  Gewöhnlichem Salzschwaden (Puccinellia distans) vor. Der Pilz ernährt sich von den im Speichergewebe der Pflanzen vorhandenen Nährstoffen, seine Sporenlager brechen später durch die Blattoberfläche und setzen Sporen frei. Die Art durchläuft einen vermutlich makrozyklischen Entwicklungszyklus mit Spermogonien, Aecien, Uredien und Telien. Ob sie einen Wirtswechsel durchmacht, lässt sich mangels Aecien und Spermogonien nicht feststellen.